# Brygada do specjalnych zadań przy dowódcy 1 Armii Konnej
Brygada do specjalnych zadań przy dowódcy 1 Armii Konnej, Brygada dla specjalnych zadań przy Rewolucyjnej Radzie Wojennej armji konnej, ros. Отдельная кавказская бригада особого назначения, Samodzielna Brygada Kaukaska Specjalnego Przeznaczenia – w latach 1918-1921 pierwotnie pułk, następnie (od wczesnej wiosny 1920) trzypułkowa brygada kawalerii działająca w ramach 1 Armii Konnej.
Podczas walk na froncie polskim 29 maja 1920 w trakcie przemarszu z Sokołówki do Łukaszówki została zbombardowana przez polski samolot, strat nie odnotowano, cel przemarszu osiągnięto o godzinie 18. 